# Balanceregler

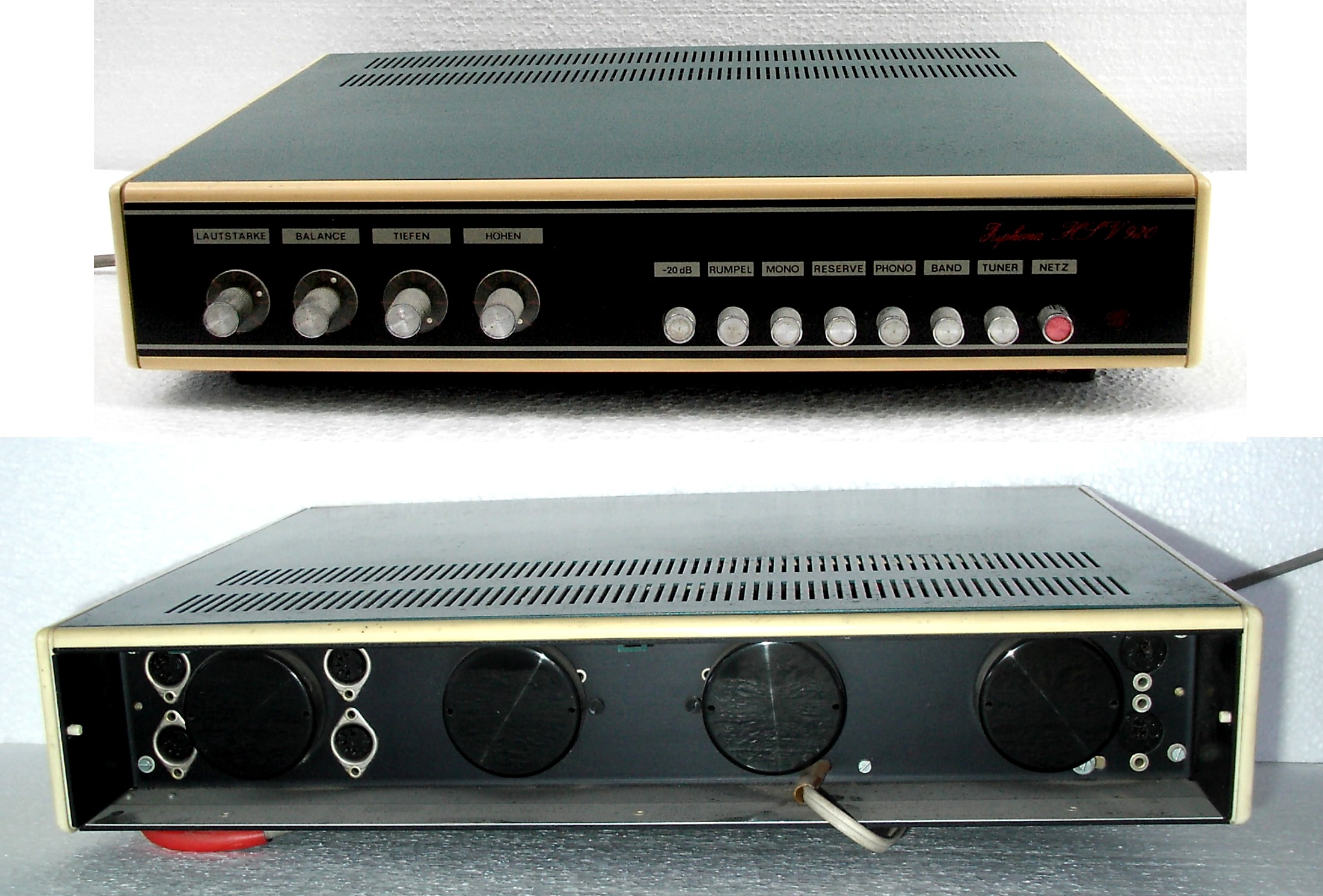
Stereo-Verstärker mit Einstellern

Ein Balanceregler dient dazu, an einem Stereo-Verstärker das Verhältnis der Lautstärken der beiden Tonkanäle einzustellen. Damit lässt sich die Anlage an eventuelle unsymmetrische Verhältnisse im Wiedergaberaum anpassen.
Fachlich müsste man eigentlich von einem Balanceeinsteller sprechen, da keine Regelung im engeren Sinn stattfindet, der Sprachgebrauch hat sich aber eingebürgert.
An einfachen Stereo-Verstärkern gibt es oft vier Einsteller nebeneinander: Lautstärke, Balance, Höhen und Tiefen, letztere zur Klangregelung.
Technisch wird die Einstellung durch zusätzliche, gegenläufige Lautstärke-Potentiometer bzw. digitale Stellglieder in beiden Kanälen realisiert.